# Echinoderma
Echinoderma (Locq. ex Bon) Bon (jeżoskórka) – rodzaj grzybów z rodziny pieczarkowatych (Agaricaceae).

## Charakterystyka
Naziemne grzyby saprotroficzne o owocnikach kapeluszowych. Kapelusz pokrytymi odstającymi, łuskowatymi lub piramidalnymi łuskami. Bazydiospory dekstrynoidalne, na strzępkach występują sprzążki. W rodzaju występują dwa kształty bazydiospor; duże, trójkątne bazydiospory w gatunkach typowych (np. jeżoskórka ostrołuskowa, jeżoskórka czarnoostrzowa) i małe bazydiospory o kształcie od jajowatego do migdałkowatego (np. u jeżoskórki krótkotrzonkowej, jeżoskórki ciernistej, jeżoskórki skąpołuskowej).

## Systematyka i nazewnictwo
Pozycja w klasyfikacji według Index Fungorum: Agaricaceae, Agaricales, Agaricomycetidae, Agaricomycetes, Agaricomycotina, Basidiomycota, Fungi.
W 1981 r. Marcel Locquin i Marcel Bon w obrębie rodzaju Lepiota (czubajka) utworzyli podrodzaj Echinoderma (czubajeczka). W 1991 r. M. Bon podniósł go do rangi rodzaju. Dawniej gatunki z tego rodzaju były również włączane do rodzajów: Agaricus, Amanita, Amplariella, Cystolepiota, Mastocephalus i Psalliota.
Polską nazwę w 2015 r. zaproponowała grupa mykologów w publikacji Karasińskiego i in., a jej używanie Komisja ds. Polskiego Nazewnictwa Grzybów Polskiego Towarzystwa Mykologicznego zarekomendowała w 2021 r. Wcześniej niektórzy przedstawiciele byli opisywani pod nazwą czubajeczka

## Gatunki
- Echinoderma asperum (Pers.) Bon 1991 – jeżoskórka ostrołuskowa
- Echinoderma boertmannii (Knudsen) Bon 1991
- Echinoderma bonii C.E. Hermos. & Jul. Sánchez 1990
- Echinoderma calcicola (Knudsen) Bon 1991 – jeżoskórka pomarańczowobrzega
- Echinoderma carinii (Bres.) Bon 1991 – jeżoskórka krótkotrzonkowa
- Echinoderma echinaceum (J.E. Lange) Bon 1991 – jeżoskórka ciernista
- Echinoderma efibulis (Knudsen) Bon 1991
- Echinoderma hystrix (F.H. Møller & J.E. Lange) Bon 1991 – jeżoskórka czarnoostrzowa
- Echinoderma jacobi (Vellinga & Knudsen) Gminder 2003 – jeżoskórka brązowawa
- Echinoderma perplexum (Knudsen) Bon 1991 – jeżoskórka żółtobrązowa
- Echinoderma pseudoasperulum (Knudsen) Bon 1991 – jeżoskórka skąpołuska
- Echinoderma rubellum (Bres.) Migl. 2000 – jeżoskórka czerwonawa

Nazwy naukowe na podstawie Index Fungorum. Wykaz gatunków według W. Wojewody oraz Gierczyka i innych. Nazwy polskie na podstawie rekomendacji Komisji ds. Polskiego Nazewnictwa Grzybów